# 马里乌波尔港
马里乌波尔港（烏克蘭語：Маріупольський морський порт） 是位于乌克兰马里乌波尔的港口，它位於亚速海塔甘罗格湾的西北海岸。该港口在2022年俄羅斯入侵烏克蘭前由乌克兰海港管理局下轄的港口管理局負責管理。
马里乌波尔港能供船舶靠岸的海岸線长3.9公里，並且共有22个泊位，水深9.75米。该港口有一个港口火车站“马里乌波尔港”。港口內的铁路总长度为27.1公里。有一條高速公路位於港口附近。

## 历史
1886年开始，當局決定在马里乌波尔建造一个港口。该建筑原计划历时五年，但最終在三年内完成建設。